# Senegal en los Juegos Olímpicos de Montreal 1976
Senegal estuvo representado en los Juegos Olímpicos de Montreal 1976 por un total de 21 deportistas, 19 hombres y 2 mujeres, que compitieron en 4 deportes.
El equipo olímpico senegalés no obtuvo ninguna medalla en estos Juegos.